# Nikogaršnja zemlja (film)
Nikogaršnja zemlja (mednarodni naslov No Man's Land, kar pomeni nikogaršnje ozemlje) je črna komedija-vojni film iz leta 2001, ki preko zgodbe treh sovražnikih vojakov med bosansko osamosvojiveno vojno prikazuje nesmiselnost vojne.
Film je nastal v bosanskohercegovsko-slovensko-italijansko-francosko-britansko-belgijski koprodukciji. 

## Nagrade
- najboljši tujejezični film (74. podelitev oskarjev, 2001)
- najboljši tujejezični film (zlati globus, 2002)
- najboljši scenarij (Filmski festival v Cannesu, 2001)